# Ласи
Ласи (ლ, груз. ლასი) — одиннадцатая буква современного грузинского алфавита и двенадцатая буква классического грузинского алфавита.

## Использование
В грузинском языке обозначает звук [l]. Числовое значение в изопсефии — 30 (тридцать).
Также используется в грузинском варианте лазского алфавита, используемом в Грузии. В латинице, используемой в Турции, ей соответствует l.
Ранее использовалась в абхазском (1937—1954) и осетинском (1938—1954) алфавитах на основе грузинского письма, после их перевода на кириллицу в обоих случаях была заменена на л.
Во всех системах романизации грузинского письма передаётся как l. В грузинском шрифте Брайля букве соответствует символ ⠇ (U+2807).

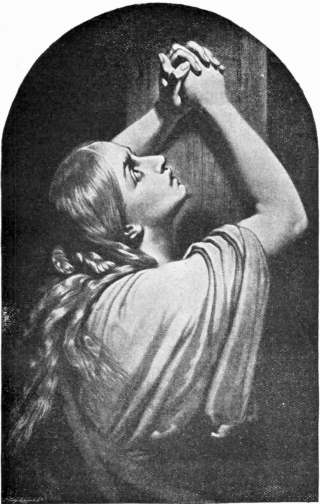
ლოცვა (лоцва) — Молитва
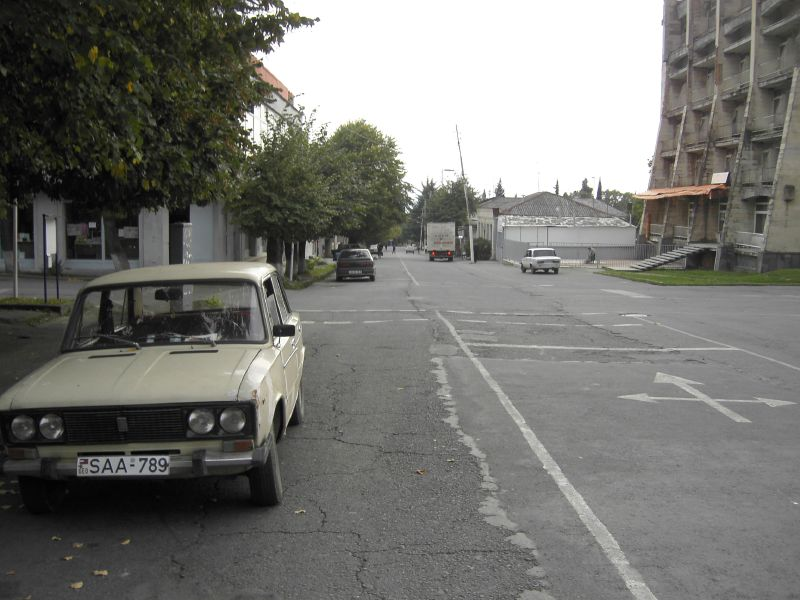
ლაგოდეხი (Лагодехи) — город в Грузии

## Написание
| Асомтаврули | Нусхури | Мхедрули |
| ----------- | ------- | -------- |
|             |         |          |

ლ часто пишется с одной верхней дугой — .

## Кодировка
Ласи асомтаврули и ласи мхедрули включены в стандарт Юникод начиная с самой первой его версии (1.0.0) в блоке «Грузинское письмо» (англ. Georgian) под шестнадцатеричными кодами U+10AA и U+10DA соответственно.
Ласи нусхури была добавлена в Юникод в версии 4.1 в блок «Дополнение к грузинскому письму» (англ. Georgian Supplement) под шестнадцатеричным кодом U+2D0A; до этого она была унифицирована с ласи мхедрули.
Ласи мтаврули была включена в Юникод в версии 11.0 в блок «Расширенное грузинское письмо» (англ. Georgian Extended) под шестнадцатеричным кодом U+1C9A.